# Dihammaphora dispar
Dihammaphora dispar är en skalbaggsart som beskrevs av Louis Alexandre Auguste Chevrolat 1859. Dihammaphora dispar ingår i släktet Dihammaphora och familjen långhorningar.
Artens utbredningsområde är Guatemala. Inga underarter finns listade i Catalogue of Life.